# Euthalia
Euthalia är ett släkte av fjärilar. Euthalia ingår i familjen praktfjärilar.

## Bildgalleri

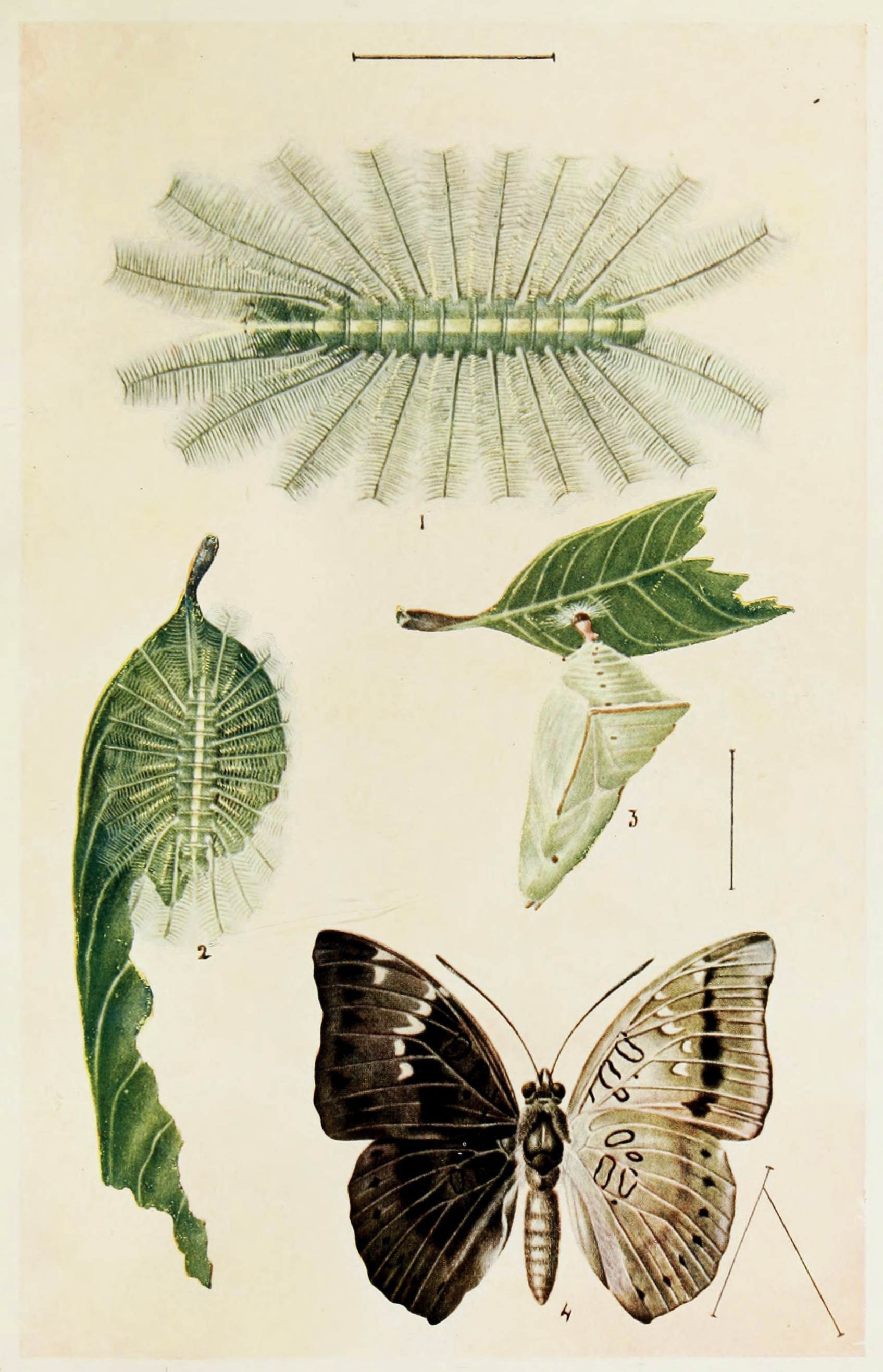
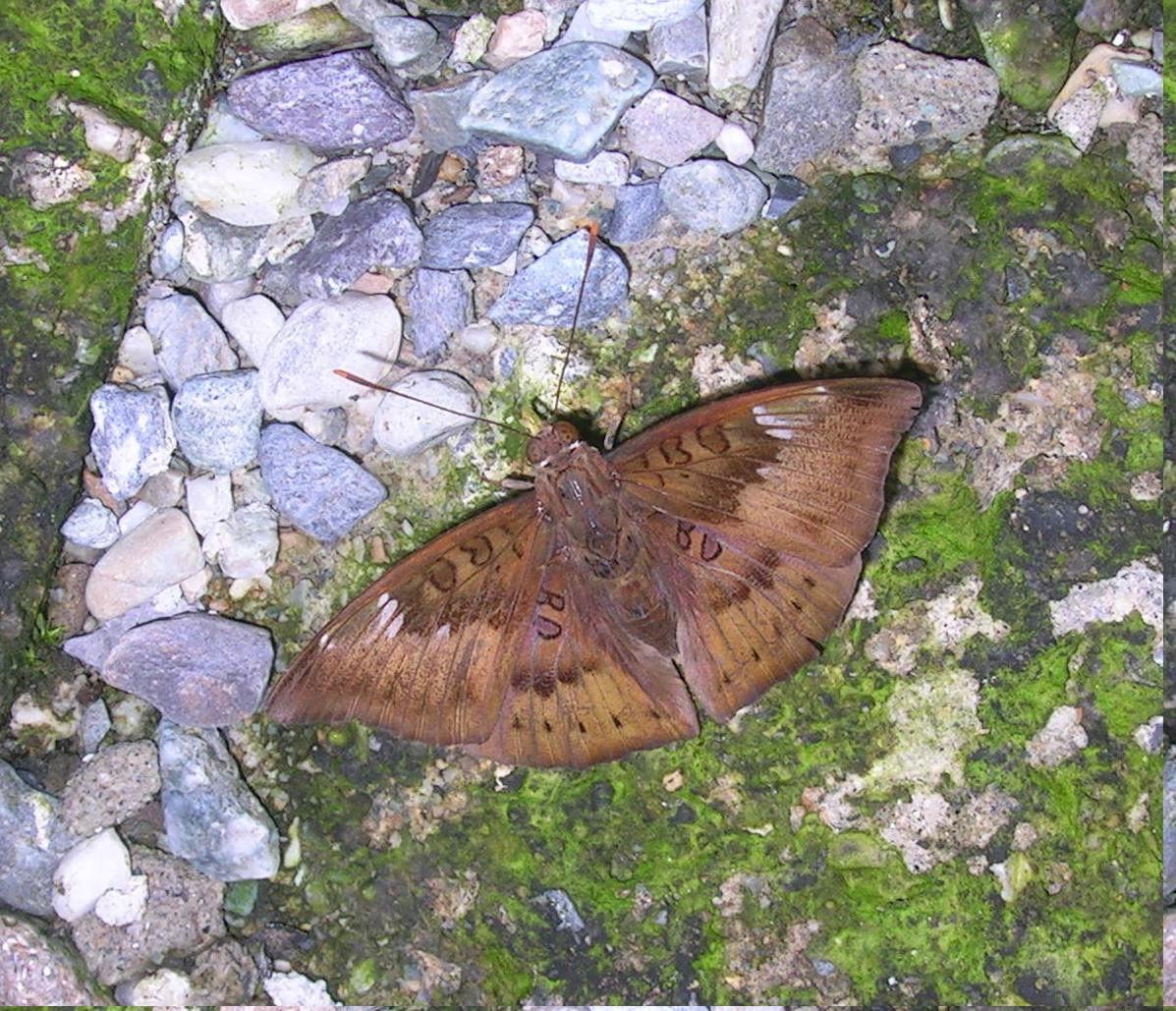

## Dottertaxa tillEuthalia, i alfabetisk ordning[1]
- Euthalia aconthea
- Euthalia acontius
- Euthalia adeona
- Euthalia adeonides
- Euthalia adinda
- Euthalia aditha
- Euthalia adonia
- Euthalia aeetes
- Euthalia aegle
- Euthalia aeropa
- Euthalia aetion
- Euthalia affinis
- Euthalia agniformis
- Euthalia agnis
- Euthalia agosthena
- Euthalia albescens
- Euthalia albifera
- Euthalia albinistica
- Euthalia albopunctata
- Euthalia alpheda
- Euthalia alpherakyi
- Euthalia alutoya
- Euthalia amabilis
- Euthalia amanda
- Euthalia amlana
- Euthalia amplifascia
- Euthalia anaea
- Euthalia anagama
- Euthalia ananda
- Euthalia angustifascia
- Euthalia annae
- Euthalia annamita
- Euthalia anosia
- Euthalia antiquea
- Euthalia anyte
- Euthalia apama
- Euthalia aphidas
- Euthalia apicalis
- Euthalia arasada
- Euthalia arata
- Euthalia arhat
- Euthalia aristides
- Euthalia armandiana
- Euthalia asvatha
- Euthalia attenuata
- Euthalia atys
- Euthalia baliensis
- Euthalia bangkaiana
- Euthalia bangkana
- Euthalia bankana
- Euthalia beata
- Euthalia bellata
- Euthalia bicolorata
- Euthalia bimaculata
- Euthalia binghamii
- Euthalia bipunctata
- Euthalia boisduvalii
- Euthalia bolitissa
- Euthalia bontouxi
- Euthalia bunaya
- Euthalia caenaespolis
- Euthalia canescens
- Euthalia caudata
- Euthalia cavarna
- Euthalia cenespolis
- Euthalia chalcedonides
- Euthalia chersonesia
- Euthalia choirilus
- Euthalia chula
- Euthalia cicero
- Euthalia civetta
- Euthalia compta
- Euthalia confucius
- Euthalia consobrina
- Euthalia corbeti
- Euthalia cordata
- Euthalia cordelia
- Euthalia cosana
- Euthalia culminicola
- Euthalia cusama
- Euthalia cyanipardus
- Euthalia daitonensis
- Euthalia damalis
- Euthalia dammermani
- Euthalia decoratus
- Euthalia delmana
- Euthalia derma
- Euthalia dermoides
- Euthalia dharma
- Euthalia dirtea
- Euthalia dirteana
- Euthalia dirteoides
- Euthalia discispilota
- Euthalia disconthea
- Euthalia diversa
- Euthalia djata
- Euthalia dodanda
- Euthalia dolia
- Euthalia donata
- Euthalia doubledayii
- Euthalia dubernardi
- Euthalia duda
- Euthalia dunnya
- Euthalia durga
- Euthalia eion
- Euthalia eleanor
- Euthalia elicius
- Euthalia ellora
- Euthalia elna
- Euthalia epiona
- Euthalia eporidorix
- Euthalia erana
- Euthalia ergena
- Euthalia eriphylae
- Euthalia esmalta
- Euthalia eson
- Euthalia euphemius
- Euthalia eurus
- Euthalia eutaenia
- Euthalia eutychius
- Euthalia eva
- Euthalia evelina
- Euthalia exarchus
- Euthalia externa
- Euthalia floresiana
- Euthalia formosana
- Euthalia franciae
- Euthalia fulguralis
- Euthalia fulica
- Euthalia fulvomaculata
- Euthalia fumosa
- Euthalia fuscomarginata
- Euthalia galara
- Euthalia galoa
- Euthalia gardineri
- Euthalia garuda
- Euthalia gasvena
- Euthalia genetta
- Euthalia gigantea
- Euthalia goodrichi
- Euthalia grahami
- Euthalia gupta
- Euthalia gurda
- Euthalia gustavi
- Euthalia hebe
- Euthalia hegias
- Euthalia helvidius
- Euthalia hikarugenzi
- Euthalia ignifera
- Euthalia ignigena
- Euthalia ilka
- Euthalia immaculata
- Euthalia imperator
- Euthalia indica
- Euthalia indistincta
- Euthalia indras
- Euthalia inspersa
- Euthalia insulae
- Euthalia insularis
- Euthalia ipona
- Euthalia ira
- Euthalia irrubescens
- Euthalia iva
- Euthalia jadeitina
- Euthalia jaina
- Euthalia jamida
- Euthalia jana
- Euthalia japroa
- Euthalia javana
- Euthalia jiwabaruana
- Euthalia joloana
- Euthalia kalawrica
- Euthalia kanda
- Euthalia kangeana
- Euthalia kardama
- Euthalia karina
- Euthalia kastobo
- Euthalia keda
- Euthalia kenodontus
- Euthalia kesava
- Euthalia khama
- Euthalia khasiana
- Euthalia kingtungensis
- Euthalia kis
- Euthalia kosempona
- Euthalia krannon
- Euthalia kwangtungensis
- Euthalia labotas
- Euthalia larika
- Euthalia laudabilis
- Euthalia laverna
- Euthalia lavernalis
- Euthalia leechi
- Euthalia lengba
- Euthalia leopardina
- Euthalia limbata
- Euthalia linpingensis
- Euthalia lioneli
- Euthalia longi
- Euthalia lubentina
- Euthalia ludonia
- Euthalia lusiada
- Euthalia lutescentitincta
- Euthalia maceralis
- Euthalia magama
- Euthalia mahadeva
- Euthalia mahapota
- Euthalia mahara
- Euthalia mahonia
- Euthalia malaccana
- Euthalia malissia
- Euthalia manaya
- Euthalia manda
- Euthalia mara
- Euthalia marana
- Euthalia mariae
- Euthalia marthae
- Euthalia maymyoensis
- Euthalia medaga
- Euthalia meforensis
- Euthalia merguia
- Euthalia meridionalis
- Euthalia merilia
- Euthalia merta
- Euthalia midia
- Euthalia milleri
- Euthalia mindanaensis
- Euthalia mindorana
- Euthalia miscus
- Euthalia mitschkei
- Euthalia modesta
- Euthalia monara
- Euthalia monbeigi
- Euthalia monilis
- Euthalia monina
- Euthalia montana
- Euthalia mysolensis
- Euthalia nadaka
- Euthalia nadenya
- Euthalia nagaensis
- Euthalia narayana
- Euthalia natuna
- Euthalia nephritica
- Euthalia niepelti
- Euthalia nivepicta
- Euthalia nodrica
- Euthalia numerica
- Euthalia obsoleta
- Euthalia occidentalis
- Euthalia octogesima
- Euthalia omeia
- Euthalia oreophila
- Euthalia orestias
- Euthalia ormocana
- Euthalia ornata
- Euthalia ottonis
- Euthalia pacifica
- Euthalia pagiana
- Euthalia paisandrus
- Euthalia palawana
- Euthalia panopus
- Euthalia pardalina
- Euthalia pardalis
- Euthalia parta
- Euthalia patala
- Euthalia paupera
- Euthalia perakana
- Euthalia perdix
- Euthalia periya
- Euthalia phantasma
- Euthalia phasiana
- Euthalia phelada
- Euthalia phemius
- Euthalia phernes
- Euthalia philippensis
- Euthalia philomena
- Euthalia phineas
- Euthalia pinwilli
- Euthalia piratica
- Euthalia plateni
- Euthalia pratti
- Euthalia primaria
- Euthalia princesa
- Euthalia prisca
- Euthalia proditrix
- Euthalia pseuderiphyle
- Euthalia pseudomerta
- Euthalia pseudosalia
- Euthalia psittacus
- Euthalia pura
- Euthalia purana
- Euthalia pyrrha
- Euthalia pyxidata
- Euthalia raja
- Euthalia rajana
- Euthalia ramada
- Euthalia ramadina
- Euthalia rangoonensis
- Euthalia raya
- Euthalia rayana
- Euthalia recta
- Euthalia remias
- Euthalia reopkei
- Euthalia rhamases
- Euthalia rickettsi
- Euthalia ritsemae
- Euthalia rubellio
- Euthalia rubidifascia
- Euthalia rugei
- Euthalia sacvida
- Euthalia sadona
- Euthalia sahadeva
- Euthalia saidja
- Euthalia saitaphernes
- Euthalia sakii
- Euthalia sakota
- Euthalia salia
- Euthalia salpona
- Euthalia sancara
- Euthalia sandakana
- Euthalia sapitana
- Euthalia sarmana
- Euthalia sastra
- Euthalia satellita
- Euthalia satrapes
- Euthalia satropaces
- Euthalia schoenigi
- Euthalia seitzi
- Euthalia sericea
- Euthalia shania
- Euthalia shinnin
- Euthalia siamica
- Euthalia sikandi
- Euthalia silawa
- Euthalia sinica
- Euthalia soma
- Euthalia somadeva
- Euthalia soregina
- Euthalia sosisthenes
- Euthalia splendens
- Euthalia sramana
- Euthalia srota
- Euthalia staudingeri
- Euthalia stictica
- Euthalia strephon
- Euthalia suddhodana
- Euthalia suidas
- Euthalia sulaensis
- Euthalia suluana
- Euthalia sumatrana
- Euthalia surjas
- Euthalia tanagra
- Euthalia taooana
- Euthalia telchinia
- Euthalia telchinioides
- Euthalia teuta
- Euthalia teutoides
- Euthalia thawgawa
- Euthalia themistocles
- Euthalia thibetana
- Euthalia thieli
- Euthalia tigrina
- Euthalia tinna
- Euthalia tioma
- Euthalia tiomanica
- Euthalia trapesa
- Euthalia tudela
- Euthalia tyawena
- Euthalia tyrtaeus
- Euthalia undosa
- Euthalia vacillaria
- Euthalia vallona
- Euthalia vasanta
- Euthalia verena
- Euthalia veyana
- Euthalia whiteheadi
- Euthalia virginalis
- Euthalia viridibasis
- Euthalia vistrica
- Euthalia yamuna
- Euthalia yapana
- Euthalia yapola
- Euthalia yenadora
- Euthalia yunnana
- Euthalia zichri
- Euthalia zichrina
- Euthalia zinara